# Кол (шашечный дебют)
Кол — дебют в русских шашках. Табия дебюта возникает после ходов 1. cd4 ba5 2.dc5 d:b4 3. a:c5 или сводится 1. cb4 ba5 2.bc5 d:b4 3. a:c5
|   | a               | b               | c               | d               | e               | f               | g               | h               |   |  |
| 8 | a8              | b8 чёрная шашка | c8              | d8 чёрная шашка | e8              | f8 чёрная шашка | g8              | h8 чёрная шашка | 8 |  |
| 7 | a7 чёрная шашка | b7              | c7 чёрная шашка | d7              | e7 чёрная шашка | f7              | g7 чёрная шашка | h7              | 7 |  |
| 6 | a6              | b6              | c6              | d6              | e6              | f6 чёрная шашка | g6              | h6 чёрная шашка | 6 |  |
| 5 | a5 чёрная шашка | b5              | c5 белая шашка  | d5              | e5              | f5              | g5              | h5              | 5 |  |
| 4 | a4              | b4              | c4              | d4              | e4              | f4              | g4              | h4              | 4 |  |
| 3 | a3              | b3              | c3              | d3              | e3 белая шашка  | f3              | g3 белая шашка  | h3              | 3 |  |
| 2 | a2              | b2 белая шашка  | c2              | d2 белая шашка  | e2              | f2 белая шашка  | g2              | h2 белая шашка  | 2 |  |
| 1 | a1 белая шашка  | b1              | c1 белая шашка  | d1              | e1 белая шашка  | f1              | g1 белая шашка  | h1              | 1 |  |
|   | a               | b               | c               | d               | e               | f               | g               | h               |   |  |

Своё название дебют получил за характерное расположение шашек белая с5 при черных а5, а7. Такая шашка с5 называется коловая шашка, также кол, потому что она стоит колом в горле.
Течение дебюта характеризуется сдерживанием обеими сторонами правого фланга соперника. Черные добровольно уступают центр, пытаясь в дальнейшем окружить. Задачей белых является укрепление «тылов» коловой шашки. Если черные попытаются ликвидировать эту шашку, напав на неё, то они окончательно ослабят свой правый фланг. Черным следует попытаться охватить позицию белых с двух сторон, заодно и развивая шашки своего левого фланга. Поэтому лучшее продолжение за черных 3. … f6-g5 . Только так можно будет пытаться окружить белых.
Существуют несколько самостоятельных дебютов, развившиеся из анализов данного дебюта
1. Кол c 5.ab2: 1.cd4 ba5 2.dс5 db4 3.ac5 fg5 4.bc3 gf6 5.ab2
2. Кол c 4.ed4: 1.cd4 ba5 2.dс5 db4 3.ac5 fg5 4.ed4
3. Кол c 4.ef4: 1.cd4 ba5 2.dс5 db4 3.ac5 fg5 4.ef4
4. Кол-угловик: 1.cd4 ba5 2.dс5 db4 3.ac5 fg5 4.bc3 gf6 5.gf4 gh4 6.cd4 fg5 7.cb6 ac5 8.db6
5. Кол с разменом на g5: 1.cd4 ba5 2.dс5 db4 3.ac5 fg5 4.bc3 gf6 5.gf4 gh4 6.fg5 hf4 7.eg5
6. Кол Сокова: 1.cd4 ba5 2.dс5 db4 3.ac5 fg5 4.bc3 gf6 5.gf4 gh4 6.cd4 fe5
7. Кол Блиндера: 1.cd4 ba5 2.dс5 db4 3.ac5 fg5 4.bc3 gf6 5.gf4 ed6
8. Кол c 3…h8-g7: 1.cd4 fg5 2.bc3 gf6 3.cb4 hg7
Отдельные дебюты:
9. Отказанный кол: 1.cd4 ba5 2.bc3
10. Обратный кол: 1.cb4 fe5 2.gh4 ef4 3.eg5 hf4
11. Двойной кол: 1.cb4 ba5 2.bc5 db4 3.ac5 fg5 4.bc3 gf6 5.gh4 gf4 6.eg5 hf4